# Mikel Lejarza
Mikel Lejarza Eguía (rođen 1947. u Areatzi, Biskaja, Baskija)  bio je član španjolske obavještajne službe. Tijekom 1970-ih, on je radio na tajnom zadatku kao dvostruki agent infiltriravši se u baskijsku separatističku organizaciju ETA. Tajna služba ga je poznavali pod nadimkom El Lobo (vuk). Lejarza je osigurao sigurnu kuću za ETA-u u Španjolskoj loži ETA-inih komandosa.
Kao rezultat Lejarzinog dugogodišnjeg rada, sprovedena je jedna od glavnih policijskoj operacija protiv ETA-e godine 1975., što je rezultiralo s više od 150 uhićenja i brojnim navodnim pogubljenjima od strane "Guardia Civil".  Ti uhićenici su smatrani političkim zatvorenicima te su pušteni kada je Juan Carlos I. postao kralj nekoliko mjeseci kasnije.
Godine 2004.  snimljen je film o Lejarzinom životu, "El Lobo" s Eduardom Noriegom u glavnoj ulozi. Njegovo lice je kirurški izmijenjeno, a on je i dalje meta ETA-inih ubojica.